# Бетанкур, Педро де Сан-Хосе
Педро де Сан Хосе Бетанкур  или Пётр святого Иосифа  (исп. Pedro de San José Betancur, 21 марта 1626, Вилафлор, Королевство Канарских островов, Королевство Кастилия и Леон — 25 апреля 1667, Антигуа-Гуатемала) — святой Римско-Католической Церкви, терциарий монашеского ордена францисканцев, миссионер, первый святой Канарских островов и Гватемалы.

## Биография
Педро де Сан Хосе Бетанкур родился 21 марта 1626 года в городе Вилафлор (Тенерифе) на Канарских островах в бедной семье. В юности под влиянием рассказов о конкистадорах, осваивающих Новый Свет, решил стать миссионером. К тому времени, как он добрался до Гаваны на Кубе, у него не осталось денег. Он провёл год, служа там священнику, который также был с Тенерифе. С этого момента Педро работал на корабле, который причалил в Гондурасе, откуда он добрался до Антигуа-Гватемалы. 
Переселившись в Гватемалу, Педро де Сан Хосе Бетанкур был настолько беден, что пристроился к очереди за хлебом, организованной францисканскими монахами. В конце концов он нашел своего дядю, который помог ему устроиться на местную текстильную фабрику. В 1653 году Бетанкур поступил в иезуитский колледж Сан-Борджиа, чтобы учиться на священника, но не смог усвоить материал и оставил учёбу. 
Не имея возможности получить духовный сан, в 1655 году вступил в третий орден францисканцев. В 1658 году Бетанкуру предоставили хижину, которую он переоборудовал в больницу для бедных, выписанных из городской больницы, но все еще нуждавшихся в уходе. Его рвение вызвало благоприятствование со стороны окружающих, а епископ и губернатор обеспечили его всеми необходимыми удобствами. Три года спустя несколько человек выкупили окружающие дома, и на этой территории была возведена большая больница. 
В Гватемале он занимался миссионерской деятельностью среди заключенных, нищих, больных и путешественников, уделяя особое внимание коренным жителям и рабам. Построил больницу. Он является автором устава для основанной им монашеской конгрегации вифлеемитов. В Гватемале за его благотворительную деятельность Педро де Сан Хосе называли «человеком, который был любовью».

## Прославление
Педро де Сан Хосе Бетанкур был беатифицирован 22 июня 1980 года папой Иоанном Павлом II и канонизирован им же 30 июля 2002 года.
День памяти в католической Церкви — 24 апреля (так как 25 апреля — день памяти апостола Марка).
Его почитают в церкви Сан-Франциско Эль-Гранде, в Антигуа-Гватемале, где находится его могила. В Тенерифе ему поклоняются в пещеру Санто-Хермано-Педро на юге острова (эта пещера использовалась святым для молитвы и укрытия со своей паствой), а в Вильяфлоре есть святилище, построенное на месте его рождения.

## Источник
- «L’Osservatore Romano», № 10-11 (247) 2002, ISSN 1122-7249